# Adam Clendening
Adam Clendening (* 26. Oktober 1992 in Niagara Falls, New York) ist ein US-amerikanischer Eishockeyspieler, der seit Juli 2024 bei den Shanghai Dragons aus der Kontinentalen Hockey-Liga (KHL) unter Vertrag steht und dort auf der Position des Verteidigers spielt. Zuvor war Clendening unter anderem für die Chicago Blackhawks, Vancouver Canucks, Pittsburgh Penguins, Edmonton Oilers, New York Rangers, Arizona Coyotes und Columbus Blue Jackets in der National Hockey League (NHL) aktiv.

## Karriere

### Jugend
Adam Clendening wurde in Niagara Falls geboren und wuchs im benachbarten Wheatfield auf. Er begann im Alter von drei Jahren mit dem Eishockeyspielen, betrieb allerdings parallel dazu auch Golf auf High-School-Niveau. Sein Vater war als Spieler sowie später als Trainer ebenfalls im Eishockey-Juniorenbereich tätig und sorgte dafür, dass sein Sohn – nach einem kurzen Aufenthalt bei den Buffalo Bengals – nach Toronto zog, da die Bedingungen für potentielle Profi-Spieler dort deutlich besser sind als im Westen von New York. In Toronto besuchte Adam Clendening das St. Michael’s College und spielte ebenso für deren Schul-Mannschaft wie auch für die Toronto Marlboros, eines der besten Junioren-Teams Kanadas, das wiederum vom früheren NHL-Profi Steve Thomas trainiert wurde. Clendening wohnte währenddessen im Hause Thomas’ und spielte gemeinsam mit dessen Sohn Christian Thomas (2010 von den New York Rangers gedraftet) für die Marlboros.
Nach einem Jahr in Toronto wechselte Clendening mit Beginn der Saison 2008/09 ins USA Hockey National Team Development Program (NTDP), die in Ann Arbor ansässige zentrale Talenteschmiede des US-amerikanischen Eishockeyverbands. Mit der besten Nachwuchsmannschaft des Landes spielte er in den folgenden zwei Jahren gegen diverse College-Teams sowie in der NAHL und der USHL, den beiden höchsten Juniorenligen der USA. Zudem fungiert das Team des NTDP gleichzeitig als U18-Nationalmannschaft, sodass der Verteidiger an den U18-Weltmeisterschaften 2009 und 2010 teilnahm und dabei jeweils die Goldmedaille gewann. Bei letzterer wurde Clendening darüber hinaus ins All-Star Team des Turniers gewählt, war der Verteidiger mit den meisten Toren (3) und Vorlagen (7) sowie der Spieler mit der besten Plus/Minus-Statistik (+9).

### Boston University
Im Sommer 2010 schied Clendening altersbedingt aus dem NTDP aus und schrieb sich anschließend an der Boston University ein, wobei er auch die Möglichkeit gehabt hätte, in die Ontario Hockey League zu den London Knights zu wechseln, die in der Priority Selection gedraftet hatten. An der BU belegte er den Studiengang Management Studies und spielte parallel dazu für die Terriers in der Hockey East. Bereits als Freshman kam der Verteidiger auf 26 Scorerpunkte in 39 Spielen und wurde infolgedessen ins All-Rookie Team der Hockey East gewählt. Zudem generierten seine Leistungen ausreichend Aufmerksamkeit der National Hockey League (NHL), sodass er im anschließenden NHL Entry Draft 2011 an 36. Position von den Chicago Blackhawks ausgewählt wurde. In seiner zweiten und letzten Saison in Boston wurde er ins First All-Star Team gewählt und vertrat die U20-Nationalmannschaft seines Heimatlandes bei der Weltmeisterschaft 2012, bei der das Team den siebten Platz belegte.

### Chicago Blackhawks

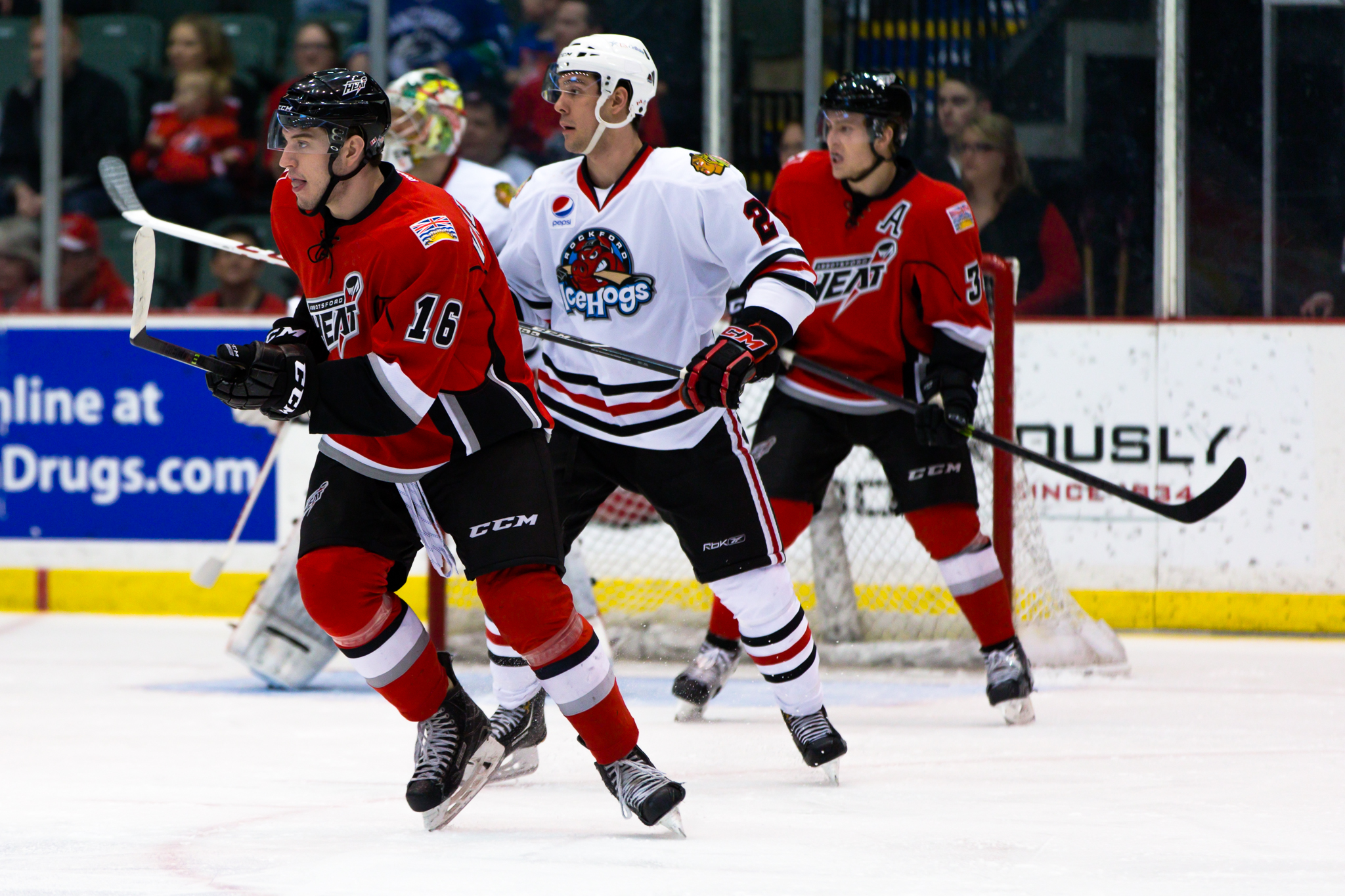
Clendening (Mitte) im Trikot der Rockford IceHogs (2014)

Im Juni 2012 unterzeichnete Clendening einen auf drei Jahre befristeten Einstiegsvertrag bei den Blackhawks und wurde mit Beginn der Saison 2012/13 erwartungsgemäß zu deren Farmteam, den Rockford IceHogs, in die American Hockey League (AHL) geschickt. Bereits in seiner ersten Profisaison führte er als Rookie alle AHL-Verteidiger in Vorlagen (37) an und wurde infolgedessen zum AHL All-Star Classic sowie ins Second All-Star Team berufen. Auch die folgende Spielzeit 2013/14 verbrachte er komplett in der AHL, kam dabei auf 59 Punkte in 74 Spielen für die IceHogs und wurde am Saisonende ins First All-Star Team der AHL gewählt. Erst im November 2014 debütierte Clendening in der NHL für die Blackhawks, etablierte sich in vier absolvierten Partien jedoch nicht in deren Kader und kehrte in der Folge wieder ins AHL-Aufgebot der IceHogs zurück.

### Stete Wechsel in der NHL
Im Januar 2015 wurde Clendening im Tausch für Gustav Forsling an die Vancouver Canucks abgegeben, bei denen er bis zum Saisonende auf 17 NHL-Einsätze kam. Parallel spielte er für deren Farmteam, die Utica Comets, und erreichte in den AHL-Playoffs das Finale um den Calder Cup, wo die Mannschaft jedoch den Manchester Monarchs unterlag. Anfang Juli 2015 wurde sein Vertrag in Vancouver um ein Jahr verlängert, ehe ihn die Canucks noch im gleichen Monat samt Nick Bonino und einem Zweitrunden-Wahlrecht für den NHL Entry Draft 2016 an die Pittsburgh Penguins abgaben. Im Gegenzug wechselten Brandon Sutter und ein Drittrunden-Wahlrecht für den gleichen Draft nach Vancouver. In der folgenden ersten Hälfte der Saison 2015/16 konnte sich Clendening allerdings auch bei den Penguins nicht etablieren, so kam er auf 9 NHL- sowie 6 AHL-Einsätze für deren Farmteam aus Wilkes-Barre. Die Folge war ein weiterer Wechsel im Januar 2016, bei dem der Verteidiger samt David Perron an die Anaheim Ducks abgegeben wurde und im Gegenzug Carl Hagelin nach Pittsburgh wechselte. In Anaheim stand Clendening nur wenige Tage unter Vertrag, da er, als er über den Waiver zu den San Diego Gulls in die AHL geschickt werden sollte, von den Edmonton Oilers verpflichtet wurde. Die Oilers waren somit Clendenings fünftes Team innerhalb eines Kalenderjahres. In Edmonton beendete Clendening die Saison 2015/16, erhielt jedoch darüber hinaus keinen neuen Vertrag. Als Free Agent schloss er sich im Juli 2016 den New York Rangers an, bevor er im Juli 2017 in gleicher Art und Weise zu den Arizona Coyotes wechselte. Im Januar 2018 kehrte der US-Amerikaner dann zu den Chicago Blackhawks zurück, die zudem Anthony Duclair erhielten und im Gegenzug Richard Pánik und Laurent Dauphin nach Arizona schickten. Dort erhielt er nach der Saison 2017/18 keinen neuen Vertrag und wechselte somit im Juli 2018 als Free Agent zu den Columbus Blue Jackets. Diese setzten ihn drei Jahre lang überwiegend in der AHL bei den Cleveland Monsters ein, ehe er, abermals als Free Agent, im Juli 2021 zu den Philadelphia Flyers wechselte.
Im Rahmen der Weltmeisterschaft 2021 gab Clendening sein Debüt für die Nationalmannschaft der USA und gewann dort mit ihr die Bronzemedaille. Im Juli 2022 unterzeichnete er einen auf die AHL beschränkten Vertrag bei den Rockford IceHogs, wurde jedoch Anfang März 2023 im Tausch für Zach Jordan an den Ligakonkurrenten Hartford Wolf Pack abgegeben. Nachdem er dort die Spielzeit beendet hatte und bis Ende Oktober 2023 keinen neuen Arbeitgeber auf dem nordamerikanischen Kontinent gefunden hatte, wechselte der US-Amerikaner für eine Spielzeit zu Tampereen Ilves aus der finnischen Liiga. Nach 45 Einsätzen folgte im Sommer 2024 ein abermaliger Wechsel – diesmal zu Kunlun Red Star aus der Kontinentalen Hockey-Liga (KHL). Im Sommer 2025 benannte sich das Team nach dem Umzug nach Shanghai in Shanghai Dragons um.

## Erfolge und Auszeichnungen
- 2011 Hockey East All-Rookie Team
- 2012 Hockey East First All-Star Team
- 2013 Teilnahme am AHL All-Star Classic
- 2013 AHL Second All-Star Team
- 2014 AHL First All-Star Team
- 2020 Teilnahme am AHL All-Star Classic

### International
- 2009 Goldmedaille bei der U18-Junioren-Weltmeisterschaft
- 2010 Goldmedaille bei der U18-Junioren-Weltmeisterschaft
- 2010 All-Star Team der U18-Junioren-Weltmeisterschaft
- 2021 Bronzemedaille bei der Weltmeisterschaft

## Karrierestatistik
Stand: Ende der Saison 2024/25

### International
Vertrat die USA bei:
- U18-Weltmeisterschaft 2009
- U18-Weltmeisterschaft 2010
- U20-Weltmeisterschaft 2012
- Weltmeisterschaft 2021

(Legende zur Spielerstatistik: Sp oder GP = absolvierte Spiele; T oder G = erzielte Tore; V oder A = erzielte Assists; Pkt oder Pts = erzielte Scorerpunkte; SM oder PIM = erhaltene Strafminuten; +/− = Plus/Minus-Bilanz; PP = erzielte Überzahltore; SH = erzielte Unterzahltore; GW = erzielte Siegtore; 1 Play-downs/Relegation; Kursiv: Statistik nicht vollständig)